# Corso Secondigliano
Il corso Secondigliano (già Corso Umberto I) è una delle più importanti strade storiche di Napoli, sita nell'omonimo quartiere. Lunga 2,1 chilometri, costituisce un'importante arteria che collega il quartiere a Capodichino e dunque al resto della città.
La strada ha inizio presso il cosiddetto quadrivio di Secondigliano, ovvero l'incrocio della stessa con via Napoli Capodimonte (in direzione dei quartieri di Miano e Capodimonte), via Comunale Limitone d'Arzano (in direzione del comune di Arzano) e via Roma verso Scampia (in direzione del quartiere di Scampia). Attraversando l'intero quartiere, si conclude presso Piazza Giuseppe Di Vittorio, ai margini meridionali del quartiere stesso.

## Storia
Il Corso Secondigliano affonda le sue origini nel contesto dell'antico casale di Secondigliano. La strada si sviluppò lungo un asse viario strategico che collegava Napoli ai centri agricoli e rurali del nord, favorendo il trasporto di prodotti come frutta, vino, grano e ortaggi verso la città. Durante il periodo borbonico, l'area vide la costruzione di ville e masserie, testimoniando una fase di prosperità agricola.
Fino agli anni Venti del XX secolo, l'asse viario era denominato Corso Umberto I, in omaggio al sovrano d'Italia assassinato nel 1900.
Il 23 gennaio 1996, il Quadrivio di Secondigliano, punto nevralgico del corso, fu teatro di una grave tragedia. Durante i lavori per la costruzione della Strada statale 87 NC, una fuga di gas provocò un'esplosione, causando il crollo di edifici e l'apertura di una voragine di circa 30 metri. L'incidente causò la morte di undici persone. L'evento segnò profondamente la comunità locale, che ogni anno commemora le vittime con una fiaccolata

## Descrizione
Tra gli edifici di rilievo si segnalano la Villa Alfiero, una storica residenza in stile liberty risalente agli inizi del XX secolo, la serie di cinque palazzi dei Baroni Carbonelli di Letino,  il Palazzo Capasso Visconti e il Palazzo di Nocera, anch'esso legato a una delle famiglie aristocratiche un tempo insediate nell’area. Sul corso e nelle sue immediate vicinanze sorgono inoltre altri palazzi storici, spesso appartenuti a famiglie nobili locali. 

Palazzo di Nocera
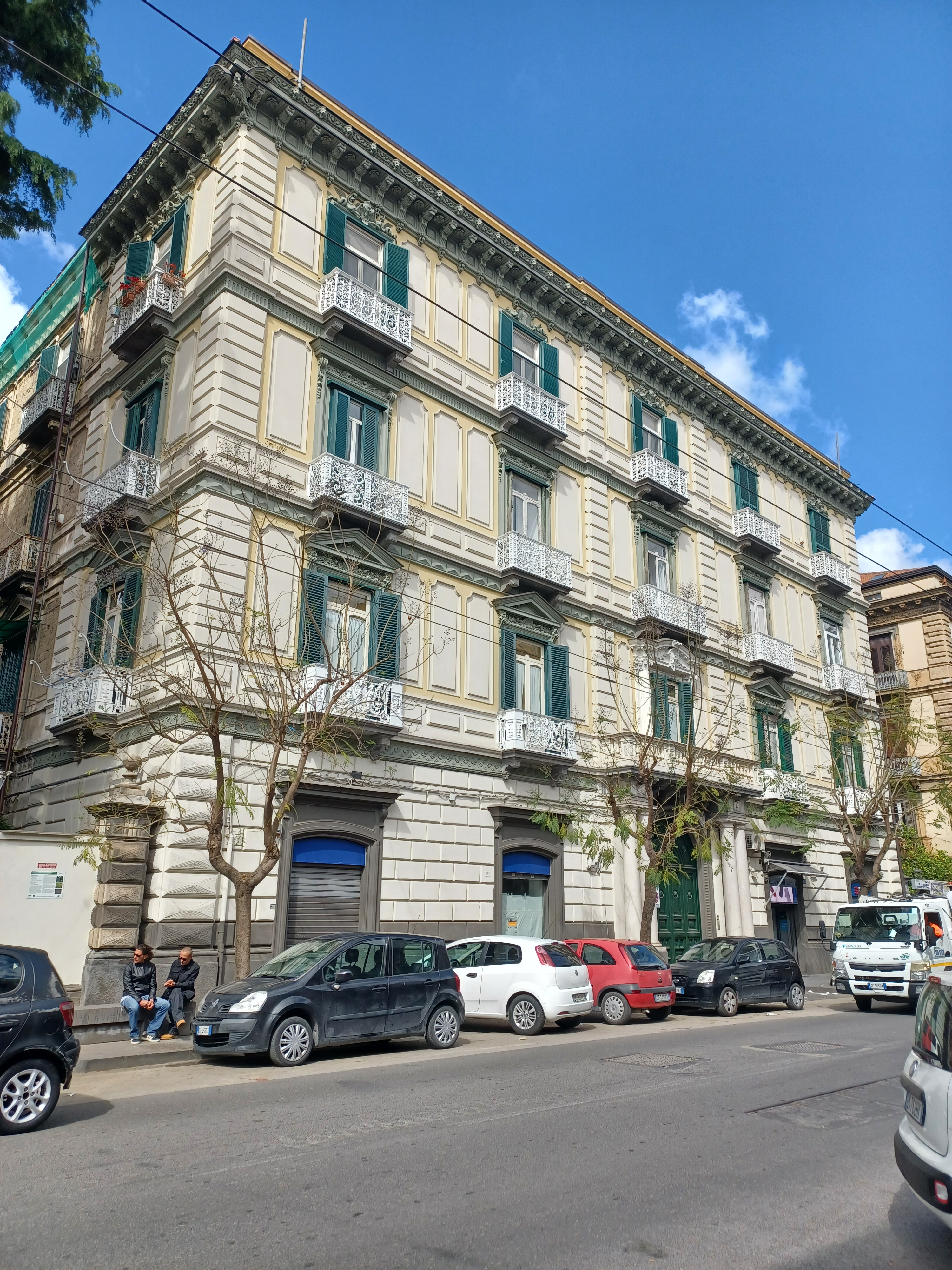
Palazzo Carbonelli di Letino al civico 487 del Corso Secondigliano

Oggi Corso Secondigliano è considerato una delle principali vie dello shopping della città. La strada ospita un'ampia varietà di negozi, in particolare boutique di abbigliamento artigianali, negozi di calzature, articoli per la casa e mobilifici, che attirano residenti e visitatori dai quartieri limitrofi.
Comprende anche la cosiddetta area 'ncopp 'o ponte, incrocio tra il corso e via Vittorio Emanuele, di fronte a via Regina Margherita.